# Duško Marković
Duško Marković (Montenegrijns: Душко Марковић) (Mojkovac, 6 juli 1958) was van 2016 tot 2020 premier van Montenegro.

## Carrière
Marković werd in 1958 geboren in Mojkovac en is van Montenegrijnse afkomst. Hij studeerde rechten aan de Universiteit van Kragujevac, in het hedendaagse Servië. Na de Montenegrijnse parlementsverkiezingen van oktober 2016 kondigde Milo Đukanović aan af te treden als premier van Montenegro. Marković volgde hem een maand later op. Na verlies in de parlementsverkiezingen van 2020 werd hij opgevolgd door Zdravko Krivokapić.